# Walfrid Bolin
Walfrid Cornelius Bolin, född 11 juni 1820 i Borås, död 1 februari 1877 i Jakob och Johannes församling, Stockholm, var en svensk jurist.
Bolin auskulterade i Göta hovrätt och Svea hovrätt, blev assessor i Hovrätten över Skåne och Blekinge, revisionssekreterare, expeditionschef i Justitiestatsexpeditionen och var slutligen justitieråd i Högsta domstolen 1861–1877.